# Квемагонінг Тауншип (округ Сомерсет, Пенсільванія)
Квемагонінг Тауншип (англ. Quemahoning Township) — селище (англ. township) в США, в окрузі Сомерсет штату Пенсільванія. Населення — 1840 осіб (2020).

## Демографія
Згідно з переписом 2010 року, у селищі мешкало 2025 осіб у 792 домогосподарствах у складі 567 родин. Було 857 помешкань
Расовий склад населення:
| - 98,8 % — білих - 0,3 % — корінних американців - 0,2 % — азіатів - 0,1 % — чорних або афроамериканців |

До двох чи більше рас належало 0,5 %. Частка іспаномовних становила 0,2 % від усіх жителів.
За віковим діапазоном населення розподілялося таким чином: 21,3 % — особи молодші 18 років, 62,9 % — особи у віці 18—64 років, 15,8 % — особи у віці 65 років та старші. Медіана віку мешканця становила 43,5 року. На 100 осіб жіночої статі у селищі припадало 104,5 чоловіків;  на 100 жінок у віці від 18 років та старших — 104,1 чоловіків також старших 18 років.
Середній дохід на одне домашнє господарство  становив 52 848 доларів США (медіана — 42 065), а середній дохід на одну сім'ю — 55 726 доларів (медіана — 48 125). Медіана доходів становила 36 053 долари для чоловіків та 30 347 доларів для жінок. За межею бідності перебувало 13,7 % осіб, у тому числі 20,3 % дітей у віці до 18 років та 13,4 % осіб у віці 65 років та старших.
Цивільне працевлаштоване населення становило 875 осіб. Основні галузі зайнятості: освіта, охорона здоров'я та соціальна допомога — 21,5 %, виробництво — 17,7 %, роздрібна торгівля — 15,5 %.